# Aire d'attraction de Pineuilh
L'aire d'attraction de Pineuilh est un zonage d'étude défini par l'Insee pour caractériser l’influence de la commune de Pineuilh sur les communes environnantes.

## Définition
L'aire d'attraction d'une ville est composée d’un pôle, défini à partir de critères de population et d’emploi ainsi que d’une couronne constituée des communes dont au moins 15 % des actifs travaillent dans le pôle. Le pôle d’attraction constitue ainsi un point de convergence des déplacements domicile-travail,.

## Type et composition
L’aire d'attraction de Pineuilh est une aire inter-départementale qui comporte seize communes : dix situées en Gironde et six en Dordogne.
Elle est catégorisée dans les aires de moins de 50 000 habitants, une catégorie qui regroupe 16,5 % de la population de Nouvelle-Aquitaine en 2020 et 12,2 % au niveau national.

### Carte

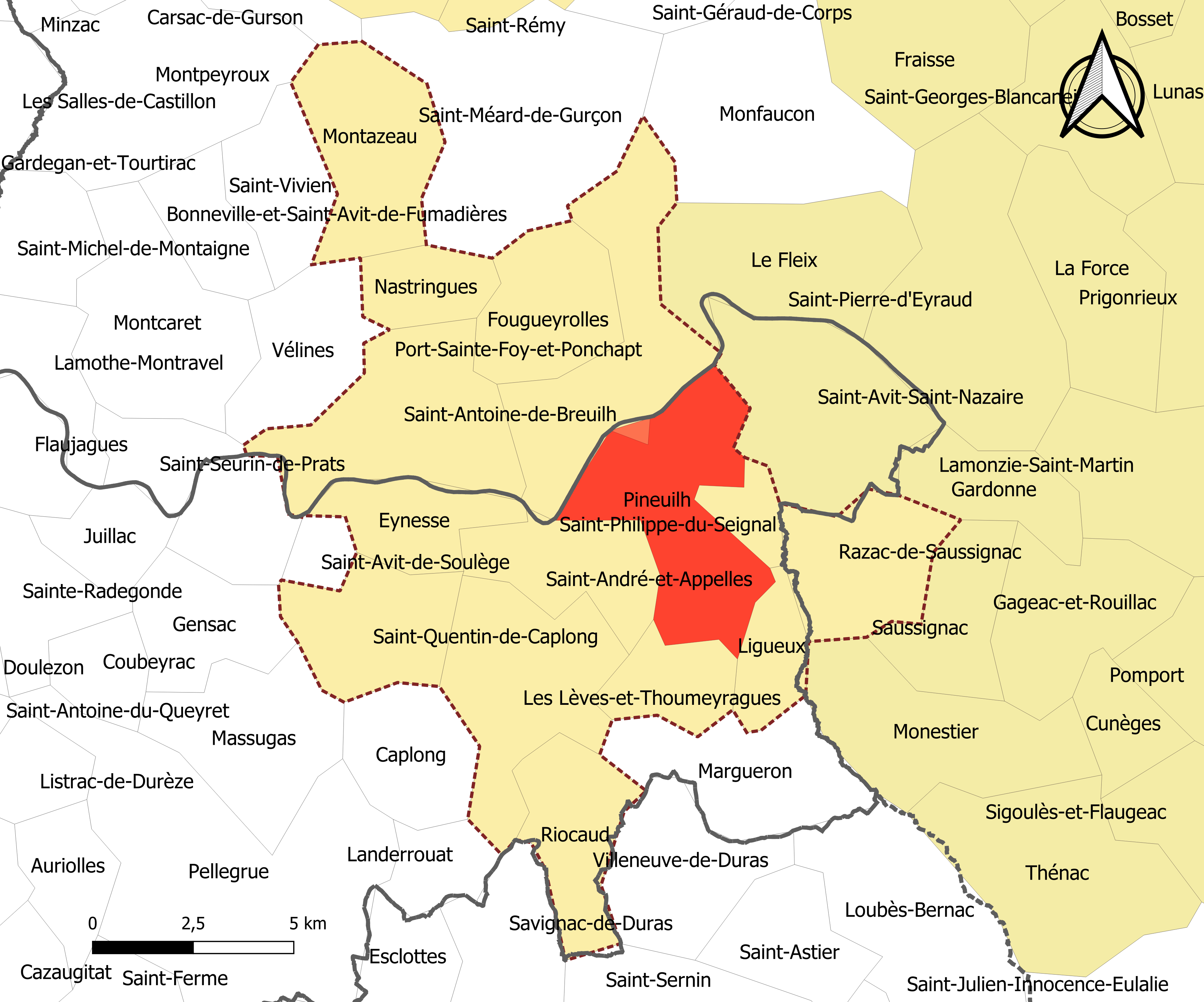
Carte de l'aire d'attraction de Pineuilh.
Commune-centre
Commune du pôle principal
Commune de la couronne

### Composition communale
| Nom                         | Code Insee | Département | Statut                    | Superficie (km2) | Population (dernière pop. légale) | Densité (hab./km2) | Modifier                                    |
| --------------------------- | ---------- | ----------- | ------------------------- | ---------------- | --------------------------------- | ------------------ | ------------------------------------------- |
| Pineuilh (commune-centre)   | 33324      | Gironde     | commune-centre            | 17,36            | 4 447 (2022)                      | 256                | modifier les données · modifier les données |
| Sainte-Foy-la-Grande        | 33402      | Gironde     | commune du pôle principal | 0,51             | 2 561 (2022)                      | 5 022              | modifier les données · modifier les données |
| Eynesse                     | 33160      | Gironde     | commune de la couronne    | 7,59             | 591 (2022)                        | 78                 | modifier les données · modifier les données |
| Les Lèves-et-Thoumeyragues  | 33242      | Gironde     | commune de la couronne    | 15,58            | 558 (2022)                        | 36                 | modifier les données · modifier les données |
| Ligueux                     | 33246      | Gironde     | commune de la couronne    | 5,05             | 140 (2022)                        | 28                 | modifier les données · modifier les données |
| Riocaud                     | 33354      | Gironde     | commune de la couronne    | 10,40            | 195 (2022)                        | 19                 | modifier les données · modifier les données |
| La Roquille                 | 33360      | Gironde     | commune de la couronne    | 6,51             | 310 (2022)                        | 48                 | modifier les données · modifier les données |
| Saint-André-et-Appelles     | 33369      | Gironde     | commune de la couronne    | 10,25            | 670 (2022)                        | 65                 | modifier les données · modifier les données |
| Saint-Philippe-du-Seignal   | 33462      | Gironde     | commune de la couronne    | 3,38             | 498 (2022)                        | 147                | modifier les données · modifier les données |
| Saint-Quentin-de-Caplong    | 33467      | Gironde     | commune de la couronne    | 11,27            | 256 (2022)                        | 23                 | modifier les données · modifier les données |
| Fougueyrolles               | 24189      | Dordogne    | commune de la couronne    | 11,45            | 454 (2022)                        | 40                 | modifier les données · modifier les données |
| Montazeau                   | 24288      | Dordogne    | commune de la couronne    | 13,78            | 280 (2022)                        | 20                 | modifier les données · modifier les données |
| Nastringues                 | 24306      | Dordogne    | commune de la couronne    | 6,22             | 135 (2022)                        | 22                 | modifier les données · modifier les données |
| Port-Sainte-Foy-et-Ponchapt | 24335      | Dordogne    | commune de la couronne    | 18,32            | 2 515 (2022)                      | 137                | modifier les données · modifier les données |
| Razac-de-Saussignac         | 24349      | Dordogne    | commune de la couronne    | 11,58            | 339 (2022)                        | 29                 | modifier les données · modifier les données |
| Saint-Antoine-de-Breuilh    | 24370      | Dordogne    | commune de la couronne    | 17,82            | 1 784 (2022)                      | 100                | modifier les données · modifier les données |